# Classe Buenos Aires
Les destroyers de la classe Buenos Aires étaient un groupe de destroyers construits pour la marine argentine en Grande-Bretagne dans les années 1930.

## Conception

### Conception et description (classes G et H)
Les navires étaient basés sur les destroyers contemporains de classe G construits pour la Royal Navy britannique, avec quelques modifications pour répondre aux exigences de l'Argentine.
Les destroyers avaient un déplacement de 1 353 tonnes longues (1 375 tonnes (t)) à charge normale et de 2 010 tonnes longues (2 042 t) à pleine charge. Les navires avaient une longueur hors-tout de 98,45 m, une largeur de 10,38 m et un tirant d'eau de 3,2 m. Leur effectif en temps de paix était de 130 officiers et matelots, qui devait passer à 146 en temps de guerre.
Ils étaient propulsés par deux turbines à vapeur à engrenages Parsons, chacune entraînant un arbre d'hélice, utilisant la vapeur fournie par trois chaudières à trois tambours Admiralty  qui fonctionnaient à une pression de 300 psi (2 068 kPa ; 21 kgf/cm2) et à une température de 327 °C. Les turbines développaient une puissance totale de 34 000 chevaux-vapeur (25 000 kW) et donnaient une vitesse maximale de 35 nœuds (65 km/h). Les destroyers avaient une autonomie de 4 100 milles nautiques (7 600 km) à 14 nœuds (26 km/h).
Tous les navires avaient le même armement principal, quatre canons Mark IX de 4,7 pouces (120 mm) à tir rapide (QF) dans des affûts simples, désignés par les lettres " A ", " B ", " X " et " Y " de l'avant à l'arrière. Les canons avaient une élévation maximale de 40°. Pour la défense antiaérienne (AA), ils avaient huit mitrailleuse Vickers QF 0,5 pouce Mk III (12,7 mm) sur des plates-formes entre les cheminées. Les navires étaient équipés de deux supports quadruples pour des tubes lance-torpilles de 21 pouces (533 mm).

#### Modifications après-guerre
Après la Seconde Guerre mondiale, ces navires ont été modifiés par l'installation de deux canons Bofors de 40 mm entre les cheminées, remplaçant le canon antiaérien original de 76 mm, et de deux Bofors jumelés refroidis par air, propres aux marines argentine et suédoise (au lieu des montages plus courants refroidis par eau), remplaçant le banc arrière de tubes lance-torpilles. Un radar et un sonar ont également été installés à cette époque et le ARA Santa Cruz a débarqué le canon "B" en faveur d'une paire d'armes anti-sous-marines Hedgehog.

## Les bâtiments
Sept navires ont été construits pour la marine argentine en tant que classe Buenos Aires, ils ont été livrés en 1938. Ils ont été construits par Vickers-Armstrongs (Barrow), Cammell Laird et John Brown & Company (Clydebank). Un navire a été perdu après une collision en 1941, mais les autres navires sont restés en service jusqu'à leur démantèlement au début des années 1970.
| Navire                     | Chantier naval                  | Lancement         | Mise en service   | Fin de carrière                                                                     |
| -------------------------- | ------------------------------- | ----------------- | ----------------- | ----------------------------------------------------------------------------------- |
| ARA Buenos Aires (T6 / D6) | Vickers-Armstrong, Barrow       | 21 septembre 1937 | 4 avril 1938      | Démolition en 1971                                                                  |
| ARA Corrientes (T8)        | Vickers-Armstrong, Barrow       | 21 septembre 1937 | 1er juillet 1938  | Coulé lors d'une collision avec le croiseur ARA Almirante Brown, le 3 octobre 1941. |
| ARA Entre Ríos (T7 / D7)   | Vickers-Armstrong, Barrow       | 21 septembre 1937 | 15 mai 1938       | Démolition en 1973                                                                  |
| ARA Misiones (T11 / D11)   | Cammell Laird, Birkenhead       | 23 septembre 1937 | 5 septembre 1938  | Démolition en 1971                                                                  |
| ARA San Juan (T9 / D9)     | John Brown & Company, Clydebank | 24 juin 1937      | 23 mars 1938      | Démolition en 1973                                                                  |
| ARA San Luis (T10 / D10)   | John Brown & Company, Clydebank | 23 août 1937      | 23 mars 1938      | Démolition en 1971                                                                  |
| ARA Santa Cruz (T12 / D12) | Cammell Laird                   | 3 novembre 1937   | 26 septembre 1938 | Démolition en 1973                                                                  |

## Service

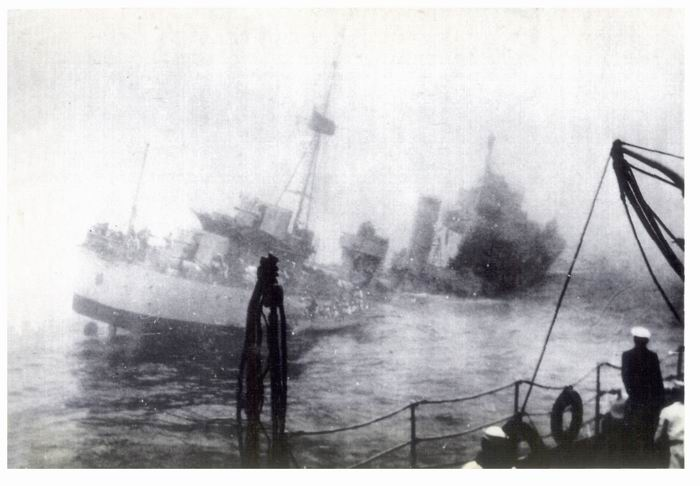
L'ARA "Corrientes" coule après une collision avec le croiseur "Almirante Brown" le 3 octobre 1941.

Ils ont servi durant la Seconde Guerre mondiale.
Le ARA Corrientes est entré en collision avec le croiseur ARA Almirante Brown dans le brouillard pendant des exercices navals et a coulé le 3 octobre 1941, à 54 milles nautiques (100 km) au nord-est de Mar del Plata .
Le 19 septembre 1955, ARA San Luis, ARA San Juan et ARA Entre Ríos ont soutenu le croiseur ARA Nueve de Julio lorsque ce dernier a bombardé et détruit des dépôts de carburant dans le port de Mar del Plata, au cours de la "Revolucion Libertadora" (Révolution libératrice). Les tirs des destroyers ont tenu en échec un groupe de civils et de soldats armés qui tentaient de prendre d'assaut la base navale locale. Quelques biens civils ont été endommagés. La force des destroyers a également bombardé le siège de l'école antiaérienne de l'armée, au nord de la ville, quelques heures plus tard.

### Source
- (en) Cet article est partiellement ou en totalité issu de l’article de Wikipédia en anglais intitulé « Buenos Aires-class destroyer » (voir la liste des auteurs).